# ネルソン・クエバス
ネルソン・クエバス（Nelson Rafael Cuevas Amarilla, 1980年1月10日 - ）は、パラグアイ・アスンシオン出身の元同国代表サッカー選手。現役時代のポジションはFW（ウイング）。

## 経歴
リーガ・パラグアージャの下部リーグに所属していたCAテンベタリーからデビューした。同年にアルゼンチンのCAリーベル・プレートに移籍し、5回のリーグ優勝を果たした。2007年にクラブ・アメリカを離れ、しばらくの間はイングランドのポーツマスFCでトレーニングを積んだ。ポーツマスFCとブラックバーン・ローヴァーズの2クラブが彼に強く興味を示したが、その後母国のクラブ・リベルタと契約した。半年後にブラジルのサントスFCに移籍したが、2009年1月15日に放出された。2月9日、半年間の契約でチリのウニベルシダ・デ・チレと契約した。
パラグアイ代表として出場した2002 FIFAワールドカップでは、グループリーグの最終戦のスロベニア戦で重要な2得点を決めた（2点目を決めなければ、グループリーグ敗退を喫していた）。2006 FIFAワールドカップでは、トリニダード・トバゴ戦で1得点を決めた。

## 所属クラブ
- 1997-1998  CAテンベタリー
- 1998-2004  CAリーベル・プレート
- 2003  陝西宝榮
- 2005-2006  CFパチューカ
- 2006-2007  クラブ・アメリカ
- 2008  クラブ・リベルタ
- 2008  サントスFC
- 2009  ウニベルシダ・デ・チレ
- 2009-2010  オリンピア・アスンシオン
- 2010  アルバセテ・バロンピエ
- 2011  プエブラFC
- 2011  セロ・ポルテーニョ
- 2012  スポルティボ・ルケーニョ
- 2012  スポルティボ・カラペグア

## 代表歴

### 出場大会
- パラグアイ代表
  - 2002 FIFAワールドカップ
  - 2006 FIFAワールドカップ

### 試合数
- 国際Aマッチ 41試合 6得点（1999年-2007年）[1]

| パラグアイ代表 | 国際Aマッチ | 国際Aマッチ |
| 年             | 出場        | 得点        |
| -------------- | ----------- | ----------- |
| 1999           | 5           | 0           |
| 2000           | 0           | 0           |
| 2001           | 4           | 0           |
| 2002           | 5           | 3           |
| 2003           | 4           | 0           |
| 2004           | 4           | 0           |
| 2005           | 8           | 1           |
| 2006           | 7           | 2           |
| 2007           | 4           | 0           |
| 通算           | 41          | 6           |

## タイトル
- リーベルプレート
  - プリメーラ・ディビシオン Apertura1999, Clausura2000, Clausura2002, Clausura2003, Clausura2004
- CFパチューカ
  - プリメーラ・ディビシオン Clausura2006
- クラブ・リベルタ
  - リーガ・パラグアージャ Apertura2008
- ウニベルシダ・デ・チレ
  - プリメーラ・ディビシオン (チリ) Apertura2009